# Donje Vinovo
Donje Vinovo falu Horvátországban Šibenik-Knin megyében. Közigazgatásilag Unešićhez tartozik.

## Fekvése
Šibeniktől légvonalban 31, közúton 47 km-re keletre, községközpontjától légvonalban 7, közúton 12 km-re keletre Dalmácia középső részén a Zagorán, a keleti megyehetár közelében fekszik.

## Története
A település helyén a középkorban a Partemić nevű település állt, mely a kosevićai Szent János plébánia része volt. 1522-ben a török a környező falvakkal együtt elfoglalta, templomával együtt elpusztította és a 17. század végéig uralma alatt maradt. A török uralom idején 1537-től a Klisszai szandzsák része volt. A Zagora területével együtt 1684 és 1699 között a moreiai háború során szabadult fel végleg a török uralom alól. 1686-tól a nevesti plébániához tartozott, majd 1730-ban az akkor alapított čvrljevói plébánia része lett, melyhez ma is tartozik. A település 1797-ben a Velencei Köztársaság megszűnésével a Habsburg Birodalom része lett. 1806-ban Napóleon csapatai foglalták el és 1813-ig francia uralom alatt állt. Napóleon bukása után ismét Habsburg uralom következett, mely az első világháború végéig tartott. A falunak 1857-ben 478, 1910-ben 544 lakosa volt. Az I. világháború után rövid ideig az Olasz Királyság, ezután a Szerb-Horvát-Szlovén Királyság, majd Jugoszlávia része lett. A délszláv háború során a település mindvégig horvát kézen volt. 2011-ben 79 lakosa volt.

## Lakosság
| Lakosság változása | Lakosság változása | Lakosság változása | Lakosság változása | Lakosság változása | Lakosság változása | Lakosság változása | Lakosság változása | Lakosság változása | Lakosság változása | Lakosság változása | Lakosság változása | Lakosság változása | Lakosság változása | Lakosság változása | Lakosság változása |
| ------------------ | ------------------ | ------------------ | ------------------ | ------------------ | ------------------ | ------------------ | ------------------ | ------------------ | ------------------ | ------------------ | ------------------ | ------------------ | ------------------ | ------------------ | ------------------ |
| 1857               | 1869               | 1880               | 1890               | 1900               | 1910               | 1921               | 1931               | 1948               | 1953               | 1961               | 1971               | 1981               | 1991               | 2001               | 2011               |
| 478                | 472                | 491                | 526                | 589                | 544                | 540                | 619                | 594                | 636                | 646                | 607                | 434                | 215                | 90                 | 79                 |

## Nevezetességei
Szent Vince tiszteletére szentelt kápolnáját 1975-ben építtette Ivan Grbeša Jakovetić.